# Barret de paper d'alumini

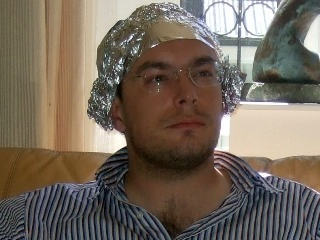
Un home portant un barret de paper d'alumini

Un barret de paper d'alumini és un casc compost d'un o diversos fulls de paper d'alumini o d'un material semblant, utilitzat amb el pretès objectiu de protegir el cervell de la influència d'un camp magnètic, d'un detector de pensaments o d'un suposat control mental.
En la cultura popular, és un estereotip utilitzat per satiritzar la paranoia, el deliri de persecució i les teories de conspiració. Es troba per exemple en pel·lícules com Signs o Futurama. El concepte apareix per primera vegada en una notícia de ciència-ficció de Julian Huxley titulada The Tissue-Cultura King publicada l'any 1927. El protagonista hi descobreix que unes «gorres de paper metàl·lic» («caps of metal foil») poden ser utilitzades per a bloquejar els efectes de la telepatia.